# Aspitates tristrigaria
Aspitates tristrigaria är en fjärilsart som beskrevs av Bremer och William Grey 1852. Aspitates tristrigaria ingår i släktet Aspitates och familjen mätare. Inga underarter finns listade i Catalogue of Life.